# Aquilegia champagnatii
Aquilegia champagnatii är en ranunkelväxtart som beskrevs av B. Moraldo, E. Nardi och V. La Valva. Aquilegia champagnatii ingår i släktet aklejor, och familjen ranunkelväxter. Inga underarter finns listade i Catalogue of Life.